# Muszty Bea és Dobay András
Muszty Bea (Pécs, 1950. január 14.) és Dobay András (Pécs, 1950. március 7.) zenészek, mesejáték-írók, dalszerzők, a Muszty-Dobay Gitáriskola és a Csalamádé daloskönyvek szerzői.

## Történetük
Muszty Bea és Dobay András a zenei általános iskola után egy osztályba jártak a pécsi Nagy Lajos Gimnáziumban.
Bea 6 éves kora óta hegedült, András zongorázott és gitározott.
A speciális, heti hat órás angol tagozaton kerültek kapcsolatba az angolszász népzenével.
Angol tanárjuktól kaptak egy skót-, ír-, angol- és amerikai népdalokat, spirituálékat és gospeleket tartalmazó népdalgyűjteményt, amelyből gitárkísérettel énekelték a dalokat az angol órákon.
A gimnáziumban spirituálé együttest alakítottak, mely nagy sikereket aratott Pécsen és a Keszthelyi Helikon Ünnepségeken.
1968-ban mindketten Budapestre kerültek, Bea az ELTE angol–orosz szakára, András a Budapesti Műszaki Egyetem villamosmérnöki karára. „Bea és András” néven ír-skót-amerikai népdalokat, az amerikai népdal-mozgalom dalait, Donovan, Bob Dylan, Simon & Garfunkel, számokat, és magyar költők megzenésített verseit énekelték egyetemi klubokban, a Műegyetem Szkéné Színházában, de közreműködtek az Egyetemi Színpad irodalmi műsoraiban is.
Mindketten több hangszeren játszanak: hegedű ("fiddle"), öthúros bendzsó, mandolin, balalajka, blues-szájharmonika ("blues harp"), autoharp(en).
A 70-es években még nem lehetett külföldről könyveket vagy hanglemezt rendelni, így az USA népzene-mozgalmának „nagy öregjétől”, Pete Seegertől kértek segítséget, aki gitár- és bendzsóiskolát, valamint több népdalgyűjteményt küldött nekik. Levelében azt kérte, hogy próbálják meg a magyar népzenére alkalmazni az öthúros bendzsót és a dupla húros, ír hegedűstílust.
Versmegzenésítéseket tartalmazó, Titkos út című nagylemezükön több dalban is ötvözik az Appalache-hegység népzenéjét széki népzenei motívumokkal.
Első fellépésük 1970-ben volt a hűvösvölgyi Nagyréten, ahol a Tolcsvay-trió is szerepelt. A Tolcsvay fivérek, Béla és László ezután meghívták őket a Bem rakparti Tolcsvay Klubba, ahol onnantól fogva rendszeresen felléptek, majd – az Illés-együttes és a Tolcsvay-trió 1972-es felbomlása után – „Muszty-Dobay Folk Klub” néven átvették a klubot. Minden héten más-más vendégük volt, köztük a Kolinda együttes, a Gépfolklór Szabó Andrással, a Kaláka, Dévényi Ádám, Mandel Róbert, a Muzsikás együttes és még sok akkori folkelőadó.
Az 1972-es Ki Mit Tud- és a TV-szereplés indította el országos karrierjüket. A kerületi döntőn felfigyelt rájuk a zsűri elnöke, Módos Péter, az MTV zenei szerkesztője, és felkérte őket a Tapsifüles című műsorban történő szereplésre. Ezután gyakran feltűntek a TV könnyűzenei műsoraiban – Egymillió fontos hangjegy, Pulzus Könnyűzenei Panoráma. Versmegzenésítéseikkel rendszeresen szerepeltek a TV és a Magyar Rádió irodalmi és népzenei műsoraiban.
Tolcsvayék révén ismerkedtek össze az alakuló Fonográf együttes tagjaival, Fonográf-turnékon előzenekarként szerepeltek.
Szörényi Levente – „pre-Fonográf” – Utazás című albumán és Halász Judit első lemezén Bea hegedült és András 5 húros bendzsón közreműködött.
1973-tól country blues műsorral, irodalmi estekkel és interaktív gyerekműsoraikkal járták az országot.

## Muszty-Dobay Gitáriskola
Akkoriban csak klasszikus gitároktatás folyt az iskolákban. 1965-ben, a Bartók Béla Zeneművészeti Szakközépiskolában Gonda János megalapította a Jazz Tanszéket, ahol jazz-gitár oktatás is folyt, de ez csak kevesek számára volt elérhető.
Az országban a '60-as évek óta gombamód szaporodtak a beat-együttesek, de oktató-anyag híján az amatőr gitárosok változatlanul egymástól tanulgatták az akkordokat.
Bea és András a 70-es években a VÁZA FOLK KLUB vezetői voltak, ahol nemcsak rendszeres hangszeroktatás folyt, hanem a neves előadók mellett kezdő együttesek, amatőrök is felléphettek. Akkor határozták el, hogy gitároktatási tapasztalataik alapján megírnak egy gitáriskolát, ami otthoni tanulással is alkalmas az alapok elsajátítására. Az alapötlet az volt, hogy – az akkori gitároktatási szokásokkal ellentétben – nem elmélettel, ötvonalas kottával és skálázással, hanem egyszerűen megtanulható akkordokkal és dalokkal tanítanak, hogy a zeneoktatásból kimaradt, kottát olvasni nem tudó fiatalok tömegei egyedül, egyszerű útmutatások alapján zenélhessenek szabadidejükben.
1979-ben jelent meg első, szolfézs alapismereteket is tanító, gitároktató könyvük, a Folk Gitár Iskola, mely Pete Seeger oktatási metódusát ötvözi a Kodály-módszerrel.
100.000 eladott példány után, 1990-től már saját kiadásban jelent meg a Gitáriskola és az öt Csalamádé Daloskönyv, így mintegy 900 dallal lehet gyakorolni a Gitáriskolából tanultakat.

## Ingyenes "YouTube Gitáriskola" videó-sorozat
2022 óta folyamatosan kerül fel a YouTube-ra az (eddig) 140 részes, ingyenes gitároktató sorozat .
A Gitáriskola alapján, 20-25 perces videókkal, apró lépésenként tanulhatnak a gitárosok.
A Csalamádé daloskönyves példadalokkal megtanulhatják, hogyan kell hatásosan előadni egy dalt a különböző pengetési-éneklési stílusok váltogatásával, megérthetik a sikeresen előadott dalok dramaturgiáját.
A gitárárak emelkedését kompenzálandó a teljes sorozat ingyenesen nézhető és letölthető.

## Mesejátékok – színdarabok
1982-től nyolc zenés mesejátékot írtak a Magyar Rádió Irodalmi Osztályának felkérésére, melyekből többet színházak is bemutattak.
A Boszorkánypalánta (1988) c. mesejátékukból többszörösen díjnyertes TV-játékot írtak.
A Hungaroton gondozásában két mesejátékuk került forgalomba vinyl LP hanglemezen és hangkazettán.

## Egyéb
A hetedik testvér (rajzfilm – dialóg, zene, dalszöveg) – InterPannonia 1996 IMDb 
Boszorkánypalánta – TV-játék (MTV 1988) – forgatókönyv, dalok IMDb
A Boszorkánypalánta közönségdíjas első helyezett lett a Televíziós gyermekműsorok és gyermekfilmek szemléjén (Kőszeg, 1988). A Zenés Ifjúsági Filmek Világfesztiválján (Blagoevgrad, 1989) a közönség díj mellett elhozta a legjobb forgatókönyv és a legjobb zene fődíját is.
A ’80-as években több tévés reklámhoz készítettek zenét és szöveget. Kristálykeserű című reklámfilmjük megkapta a cannes-i Nemzetközi Reklám TV- és Filmfesztivál Nemzeti Díját.

## Magánélet
1972-ben házasodtak össze. Gyermekük, Dobay Ádám, Angliában él.

## Interjú-Kritika-Sajtó
Forrás: Arcanum Digitális Tudománytár) – Origó-Quart interjú

## Diszkográfia[9][20]
- Muszty Bea – Dobay András EP – (Hungaroton 1978) – SPS 70317[21]
- Trick In The Middle (Rubik’s Cube) SP – (Hungaroton 1982) – SPS 70537[22]
- Titkos út – LP/Album – (Hungaroton 1983) – SLPX 13946[23]
- Kvantum Fantum csapdája – LP és hangkazetta (Hungaroton 1985) – SLPX 13966[24]
- A kék csodatorta – LP és hangkazetta (Hungaroton 1987) – SLPX 14063[25]
- Gitáriskola kazetta – (Magneoton 1990)
- Beatles I.–II. hangkazetta – (Magneoton 1991)
- Sing, learn & play I.–II. hangkazetta+könyv – (Duna Trade Kft. 1993)
- Das Meer Braust Weiter – LP Various – Rote Lieder ’70–’76 – AMIGA[26][27]
- Szalmonella Blues / Anti Kantri – Add nekem azt a régi hitem (Hungaroton Start SLPX 1773)[28]

## Könyvek[9]
- Folk Gitáriskola[29] – Népművelési Propaganda Iroda (1977) ISBN 963-562-280-5
- Folk Gitáriskola – Múzsák Közművelődési Kiadó (1984) ISBN 963-564-136-2
- Muszty-Dobay Gitáriskola – Múzsák Közművelődési Kiadó (1990) ISBN 963-564-426-4
- Új Gitáriskola és daloskönyv – Muszty-Dobay Bt. (2004) ISBN 978-963-564-581-7
- Muszty-Dobay Gitáriskola – Muszty-Dobay Bt. (2016) 978-963-564-581-7
- Csalamádé daloskönyv – Múzsák Kiadó (1990) ISBN 963 564 426 4
- Csalamádé 1. daloskönyv – Muszty-Dobay Bt. (1999) ISBN 978 963 03 8647 0
- Csalamádé 2. daloskönyv – Muszty-Dobay Bt. (2003) ISBN 978 963 210 790 5
- Csalamádé 3. daloskönyv – Muszty-Dobay Bt. (2005) ISBN 978 963 06 1048 3
- Csalamádé 4. daloskönyv – Muszty-Dobay Bt. (2008) ISBN 978 963 06 5726 6
- Csalamádé 5. daloskönyv – Muszty-Dobay Bt. (2010) ISMN 979 0 801659 00 2
- Bródy János „Az utca másik oldalán” (30 év-30 dal) – daloskönyv Melody Produkció
- Illés Daloskönyv – Illés ’96 Kft.[30]
- Koncz Zsuzsa Aranyalbum – Editio Musica Budapest Z.50276[31]
- Titkos út daloskönyv – Múzsák Közművelődési Kiadó (1984) ISBN 963-564-005-6

## Rádiójátékok
- Kvantum Fantum Csapdája – Magyar Rádió (1982) – rendezte: Bozó László
- A kék csodatorta – Magyar Rádió (1983) – rendezte: Bozó László
- MacVedel a kalózkísértet – Magyar Rádió (1984) – rendezte: Bozó László
- rÓZa, a nagy varázsló – Magyar Rádió (1985) – rendezte: Bozó László
- Ördögcsapda – Magyar Rádió (1986) – rendezte: Bozó László
- Kunigunda hozománya – Magyar Rádió (1987) – rendezte: Bozó László
- A bűvös nyalóka – Magyar Rádió (1988) – rendezte: Bozó László
- Robbanó baracklekvár – Magyar Rádió (1993) – (Az utólagos kivágások miatt a szerzők letiltották)

## Színházi bemutatók
(Forrás: Országos Színháztörténeti Múzeum és Intézet)
- Kvantum Fantum csapdája / Móricz Zsigmond Színház (Nyíregyháza) – 1982[32]
- Kvantum Fantum csapdája / Miskolci Nemzeti Színház – 1987[33]
- Mac Vedel, a kalózkísértet / Miskolci Nemzeti Színház – 1991[34]
- A kék csodatorta / Egri Harlekin Bábszínház – 1996[35][36]
- A kék csodatorta / Kolozsvári Állami Magyar Színház (kritika Archiválva 2021. április 12-i dátummal a Wayback Machine-ben)[37] – 2004
- A kék csodatorta / Thália Színház[38] (Bóta Gábor kritikája – Magyar Hírlap[39]) – 2005
- A kék csodatorta / Szatmárnémeti Északi Színház – 2012[40]
- A kék csodatorta / Nagyváradi Állami Színház – 2012
- A kék csodatorta / Csíki Játékszín – 2021[41]
- Mac Vedel, a kalózkísértet / Katona József Színház Kecskemét – 2014[42][43]
- Kunigunda hozománya / Miskolci Szabadtéri Színpad – 1992[35]
- Kunigunda hozománya / Csíki Játékszín Csíkszereda – 2019[44]